# Xjazz
Xjazz (Eigenschreibweise: XJAZZ!) ist ein genreübergreifendes Jazzfestival, das seit 2014 in Berlin-Kreuzberg veranstaltet wird. Neben Jazz finden vor allem Konzerte im elektronischen und klassischen Bereich statt.
Die Veranstaltungsorte befinden sich hauptsächlich in Berlin-Kreuzberg zwischen Moritzplatz und Schlesischem Tor.

## Geschichte
2014 besuchten das Festival knapp 10.000 Gäste. „75 Prozent des Line-Ups sind Künstler aus der Hauptstadt. Das ist bei einem Festival dieser Größe wohl einmalig“, schreibt die Berliner Zeitung.
Im ersten Jahr fand das Festival ohne Förderung statt, 2015 und 2016 (100.000 €) wurde es mit Mitteln des Hauptstadtkulturfonds unterstützt. Die Partnerländer waren 2014 Island, 2015 Israel und 2016 die Türkei. 2016 kamen 14.000 Besucher. Ein Schwerpunkt des Festivals 2017 war Musik aus Polen. 2018 feierte das Festival sein fünfjähriges Bestehen. Anstatt eines einzelnen Partnerlandes gab es Kooperationsprojekte mit europäischen Künstlern.

## Bedeutung
Laut Musicboard Berlin hat sich Xjazz „seit seinem Debüt im Mai 2014 [...] in kürzester Zeit als wichtiges, alternatives Berliner Festival etabliert, welches gekonnt über den stilistischen Tellerrand schaut und den Crossover von Elektronic, Pop, Neoklassik und Jazz fördert.“
Das Faze Magazin schrieb im Mai 2022: „Vom verwegenen Gesang Lady Blackbirds über die afro-karibisch-angehauchten Melodien der Saxofonistin Nubya Garcia, Angel Bat Dawids avantgardistischem Hip-Hop-Mix bis hin zu Gospel und Poesie verschränkt die 2022er-Ausgabe des Festivals revolutionäre und gegenkulturelle Wurzeln des Jazz mit voller Kraft.“
Vom Deutschen Jazzpreis wurde Xjazz 2022 als „Festival des Jahres“ ausgezeichnet.